# DAR–10
A DAR–10 (cirill betűkkel: ДАР–10) bolgár felderítő és könnyű bombázó repülőgép volt a második világháború időszakában. Csak két darabot építettek a típusból.

## Története
A gép tervezését 1938-ban kezdte el Cvetan Lazarov a bolgár Állami Repülőgépgyárban (DAR). A gépet a Ju 87-es zuhanóbombázó bolgár konkurensének szánták. Első prototípusa 1941. július 2-án emelkedett először a levegőbe. Csak két prototípusa készült el. Ezek főként a beépített motorokban különböztek, de a geometriai méretekben is voltak különbségek.
Az első prototípus a DAR–10A jelzésű gép volt, amelybe a kilenchengeres, 950 LE-s  Alfa-Romeo R.C. 21. csillagmotort építették. A Bekasz (magyarul: szalonka) névre keresztelt gép jó repülési és harcászati jellemzőkkel rendelkezett. Ezt a gépet négy beépített géppuskával szerelték fel és öt darab 100 kg-os légibombát lehetett rá rögzíteni.  Az első prototípus 1942-ben lezuhant. A DAR 10 helyett a Bolgár Légierő a hasonló szerepkörre tervezett, a Caproni bulgáriai vállalata, a Kaproni Bulgarszki által gyártott KB–11 Fazan felderítő és könnyű bombázó repülőgépet rendszeresítették.
A DAR később készített egy újabb prototípust. A második, DAR–10F jelű prototípusba egy 14 hengeres, 870 LE-s Fiat A 74 R.C.38 típusú csillagmotort építettek. A típusjelzésben az F betű a Fiat motorra utal. 1945 márciusában repült először. Ez nagyobb méretű volt, mint az első prototípus és a repülési paramétereiben is felülmúlta az elődjét. Beépített fegyverzete erősebb volt, a négy MG 13-as géppuska mellett egy 20 mm-es MG FF gépágyút is kapott. A bombaterhelési ugyanúgy 500 kg volt, mint az első prototípusnál, de a bombafegyverzet állhatott egy 500 kg-os vagy két 250 kg-os légibombából is.
A második világháború után a szovjet érdekszférában került Bulgária légierejét Il–2-es és Il–10-es csatarepülőgépekkel szerelték fel, így a DAR 10-esre nem volt szükség. Emiatt a gép sorozatgyártására nem került sor.

## Műszaki jellemzői
Alsószárnyas, egymotoros, kétüléses, hagyományos aerodinamikai elrendezésű repülőgép. A pilótafülke tandem elrendezésű, elöl a pilóta, hátul a lövész helyezkedik el. A pilótafülke zárt, üvegezett. A törzs acélból készített rácsszerkezet, melyet vászonnal borítottak. A szárny szerkezet fából készült és réteges lemez borítást kapott. A hagyományos hárompontos futóműve fix, nem behúzható. A főfutók áramvonalas burkolatot kaptak. A csillagmotort az orr részben helyezték el. A motor háromtollú fém légcsavart hajtott.

## Műszaki adatok (DAR–10A)

### Geometriai méretek és tömegadatok
- Hossz: 9,54 m
- Fesztáv: 12,20 m
- Magasság: 3,3, m
- Szárnyfelület: 22,2 m²
- Üres tömeg: 1843 kg
- Felszálló tömeg: 2570 kg

### Motor
- Száma: 1 db
- Típusa: Alfa Romeo 128 R.C.21. kilenchengeres léghűtéses csillagmotor
- Maximális teljesítmény: 708 kW (950 LE)

### Repülési jellemzők
- Legnagyobb sebesség: 410 km/h
- Hatótávolság: 1170 km
- Legnagyobb repülési magasság: 7250 m

## Hasonló repülőgépek
- Ju 87
- PZL.23 Karaś